# تامبوهرانو
تامبوهرانو (به لاتین: Tambohorano) یک منطقهٔ مسکونی در ماداگاسکار است که در Maintirano District واقع شده‌است.
 تامبوهرانو  ۸٬۰۰۰ نفر جمعیت دارد و ۱۴ متر بالاتر از سطح دریا واقع شده‌است.